# Suttorf (Melle)
Suttorf ist ein Ortsteil der Stadt Melle im Landkreis Osnabrück in Niedersachsen. Der Ort bildete bis 1972 eine Gemeinde im damaligen Landkreis Melle und gehört heute zum Meller Stadtteil Neuenkirchen.

## Geographie
Suttorf liegt im äußersten Süden der Stadt Melle und besitzt neben einem kleinen Dorfkern mehrere verstreut liegende Einzelhöfe. Im Osten bildet die Warmenau die Grenze zur nordrhein-westfälischen Gemeinde Spenge und im Süden grenzt Suttorf an die nordrhein-westfälische Stadt Werther.

## Geschichte
Suttorf hieß ursprünglich Suithorpa und wird erstmals in einer Urkunde von 1009 genannt. Der Ort gehörte bis zu den Napoleonischen Kriegen zum Amt Grönenberg des Hochstifts Osnabrück. Von 1807 bis 1810 gehörte der Ort zum Kanton Neuenkirchen des napoleonischen Satellitenstaats Königreich Westphalen. Von 1811 bis 1813 gehörte der Ort unmittelbar zu Frankreich und dort zur Mairie Neuenkirchen im Arrondissement Osnabrück des Departements der Oberen Ems. 1814 kam Suttorf zum Königreich Hannover und gehörte dort wieder zum Amt Grönenberg. 1867 fiel Suttorf mit dem gesamten Königreich Hannover an Preußen und seit 1885 gehörte die Gemeinde zum Kreis Melle. Innerhalb des Kreises Melle gehörte Suttorf zur Samtgemeinde Neuenkirchen. Am 1. Juli 1972 wurde Suttorf im Rahmen der Gebietsreform in Niedersachsen Teil der Stadt Melle.

## Einwohnerentwicklung
| Jahr | Einwohner | Quelle |
| ---- | --------- | ------ |
| 1871 | 545       | [ 3 ]  |
| 1910 | 463       | [ 4 ]  |
| 1939 | 393       | [ 5 ]  |
| 1950 | 587       | [ 6 ]  |
| 1961 | 428       | [ 6 ]  |
| 1970 | 415       | [ 6 ]  |
| 2014 | 297       | [ 2 ]  |

## Baudenkmäler
In Suttorf sind mehrere landwirtschaftliche Gebäude und Heuerhäuser an der Arrode, der Suttorfer Straße, dem Talweg und im Regensiek denkmalgeschützt.